# Visceral Bleeding
Visceral Bleeding ist eine Technical-Death-Metal-/Brutal-Death-Metal-Band aus Malmö, Schweden, die im Jahre 1999 gegründet wurde.

## Geschichte
Die Band wurde im Jahre 1999 von Gitarrist Peter Persson und Schlagzeuger Niklas Dewerud gegründet. Ihre Vorbilder waren dabei Bands wie Suffocation und Monstrosity. Calle Löfgren stieß als Bassist zur Band, Dennis Röndum wurde der Sänger der Band und Marcus Nilsson nahm den Posten an der Lead-Gitarre ein.
Die erste Demo namens Internal Decomposition wurde im Moonshine Studio im Herbst 2000 aufgenommen. Das Label Retribute Records wurde auf die Band aufmerksam, sodass die Band schließlich einen Vertrag bei dem Label unterzeichnete. Das erste Album Remnants of Deprivation wurde in drei Wochen von November bis Dezember 2001 im Pama Studio in Kristianopel und im Salt Island Studio in Karlskrona aufgenommen und schließlich im März 2002 veröffentlicht. Kurz nach Veröffentlichung des Albums verließ Schlagzeuger Niklas Dewerud die Band, um Bassist bei der Band Spawn of Possession zu werden. Tobias „Rotten Boy“ Persson wurde der neue Schlagzeuger der Band.
Das folgende Album Transcend into Ferocity wurde im Flat-Pig Studio Malmö, Schweden, aufgenommen. Die Aufnahmen dauerten drei Wochen, von Dezember 2003 bis Januar 2004. Es wurde über Neurotic Records im Mai 2004 veröffentlicht. Nach der Veröffentlichung des Albums verließ Schlagzeuger Dennis Röndum die Band, um auch Spawn of Possession beizutreten. Neurotic Records veröffentlichte Remnants of Deprivation als Digipack mit zusätzlichen Extras im Jahre 2005 neu. Es trug den Namen Remnants Revived.
Im Anschluss ging die Band auf Tour durch Europa, zusammen mit Bands wie Deicide, Obituary, Skinless und Cryptopsy. Auch traten sie zusammen mit Bands wie Cannibal Corpse, Morbid Angel, Suffocation und Nile auf.
Das dritte Album Absorbing the Disarray wurde im Mai 2007 veröffentlicht. Während der Arbeiten zu diesem Album verließen die Gitarristen Marcus Nilsson und Martin Bermheden die Band. Nach der Veröffentlichung verließ Bassist Calle Löfgren die Band, um zu heiraten und sich um seine Tochter zu kümmern. Martin Eklöv ersetzte ihn.

## Stil
Visceral Bleeding wird mit Bands wie Cephalic Carnage, Skinless und Cryptopsy verglichen. Besonders charakteristisch für die Werke ist dabei deren hohe Geschwindigkeit. Der Gesang reicht dabei von extrem tiefen Growls bis hin zu sehr hohen Screams.

## Diskografie
- 2000: Internal Decomposition (Demo)
- 2002: Remnants of Deprivation (Album, Retribute Records)
- 2004: Transcend into Ferocity (Album, Neurotic Records)
- 2005: Remnants Revived (Re-Release von Remnants of Deprivation + Bonus, Neurotic Records)
- 2007: Absorbing the Disarray (Album, Neurotic Records)